# Samuel Womack
Samuel Womack III (Detroit, 7 luglio 1999) è un giocatore di football americano statunitense che milita nel ruolo di cornerback per gli Indianapolis Colts della National Football League (NFL).

## Carriera

### San Francisco 49ers
Al college Womack giocò a football all'Università di Toledo. Fu scelto nel corso del quinto giro (172º assoluto) nel Draft NFL 2022 dai San Francisco 49ers. Nella sua stagione da rookie disputò 16 partite, di cui una come titolare, con 19 tackle, un intercetto e un fumble forzato.

### Indianapolis Colts
Il 28 agosto 2024 Womack firmò con gli Indianapolis Colts.

## Palmarès
- National Football Conference Championship: 1

San Francisco 49ers: 2023